# Левкий Александрийский, Врунтисиопольский
Левки́й, или Леу́ций (др.-греч. Λεύκιος; лат. Leucius; +180) — епископ Бриндизи, по некоторым сведениям — священномученик.
Левкий, проповедник из Александрии Египетской, стал епископом города Бриндизи около 165 года.
Известен другой, также почитаемый епископ, носивший это имя и живший в V веке.

## Юность
Известно, что святой Левкий родился в Александрии, в семье Евдикия (Eudecius) и Евфросинии (Euphrodisia) и что при рождении ему было дано имя Евтропий (Eupressius). Свои юные годы Евтропий провёл в Египте, где получил образование. После кончины своей матери он стал монахом. В день Успения Пресвятой Богородицы Она явилась ему в видении, после чего он сменил имя на Левкий. Будучи поставлен во епископа, святой Левкий отправился с проповедью из Александрии в Италию, где высадился в районе современного Бриндизи.

## Годы епископского служения
Левкий вышел на проповедь перед язычниками из Пулии, когда в тех краях свирепствовала засуха. Он сказал, что дожди могли бы пойти, кабы в его слушателях была истинная вера. После того, как пошёл дождь, многие язычники, слушавшие святого, обратились ко Господу. Вскоре святой Леуций приступил к строительству храмов в честь Пресвятой Богородицы и святого Иоанна Крестителя. Левкий отошёл ко Господу в 180 году, по некоторым сведениями, претерпев мученическую кончину. Его святые мощи оставались в Бриндизи до нашествия лангобардов 768 года, когда те перенесли его мощи в Трани, тогдашнюю столицу герцогства Беневенто. 
Житие Левкия содержит анахронизмы: в нём сказано о том, что Левкий жил и пострадал при императоре Коммоде (2 век), отец отправил Левкия в монастырь (первые монастыри — 4 век), В день Успения Пресвятой Богородицы Левкию явилась Дева Мария (праздник Успения начали праздновать только в 6 веке).

## Почитание
Почитание святого Левкия распространилось по всей Апулии, многие места по сей день носят его имя. Он особо почитаем в Трани, Лечче, Беневенто, Казерте и Капуе. Распространение почитания святого Левкия в Южной Италии совпадает с официальным принятием христианства Ломбардским герцогством Беневенто, Бриндизи, связываемым с именем святого Барбата из Беневенто (Saint Barbato) в 680 году и герцогиней Теодерадой (Teoderada) в 706 году. Позднее тело святого Леуция, которое стало привлекать внимание многочисленных паломников, перенесли в Трани и поместили в часовню около собора. Впоследствии оно было перенесено в Беневенто. Почитание святого дошло и до Рима, где в его честь приблизительно в VI веке был построен монастырь. В Атессе, согласно местному преданию, святой Леуций убил дракона, терроризировавшего местное население, в подтверждение своего деяния отдав народу одно из его рёбер.
В соборе-базилике Бриндизи, освящённой в 1771 году, в алтаре около левой апсиды в качестве реликвии сохраняется рука святого Леуция. Собор украшает изображение святого, сделанное художником Оронцо Тизо (Oronzo Tiso) (1726—1800).